# Zoltes
Zoltes fue un jefe tribal de los tracios meridionales que habitó los montes Hemo y el sur de Dobruja a finales del siglo III a. C. y principios del siglo II a. C.
Al frente de pequeños grupos incursionaba en el terriortorio de las colonias griegas del Ponto. Atacó a la ciudad de Histria y solo levantó su asedio a cambio de 7500 dracmas y 5 talentos. Nps es conocido por una inscripción hallada en esta ciudad, el decreto histriano de Agatocles, donde se le presenta como enemigo de las ciudades griegas de Dobruja y de la ruptura de los pactos alcanzados. Finalmente sería derrotado por Rhemaxos, jefe de una alianza tribal dacia o escita de la gran llanura.
Nps es conocido por una inscripción hallada en Histria, el decreto histriano de Agatocles, donde se le presenta como enemigo de las ciudades griegas de Dobruja.